# Вила Бицари (Терамо)
Вила Бицари (итал. Villa Bizzarri) је насеље у Италији у округу Терамо, региону Абруцо.
Према процени из 2011. у насељу је живело 172 становника. Насеље се налази на надморској висини од 229 м.